# Liparetrus glauerti
Liparetrus glauerti är en skalbaggsart som beskrevs av Britton 1980. Liparetrus glauerti ingår i släktet Liparetrus och familjen Melolonthidae. Inga underarter finns listade i Catalogue of Life.